# مباني برلمان كولومبيا البريطانية
 تقع مباني برلمان كولومبيا البريطانية في فيكتوريا، كولومبيا البريطانية، كندا. وهي موقع تعقد فیها للجمعية التشريعية لكولومبيا البريطانية.

## الموقع
تقع مباني الباروك الجديدة ،شمالًا في شارع بيلفيل أمام الميناء الداخلي، وعلى الجانب الأخر مقابل فندق الإمبراطورية، تمثال الملكة فيكتوريا في الحديقة الأمامية وكذلك الهيئة التشريعية في كولومبيا البريطانية سينوتاف، في ذكرى الحرب العالمية الأولى للإقليم، والحرب العالمية الثانية، والحرب الكورية، وحرب أفغانستان، فوق القبة المركزية تمثال مغطى بالذهب للكابتن جورج فانكوفر، تتوفر جولات إرشادية مجانية طوال العام.

## التاريخ
من 1856 إلى 1860 اجتمعت الهيئة التشريعية لمستعمرة جزيرة فانكوفر في قاعة البكالوريوس في فورت فيكتوريا. من عام 1860 إلى عام 1898، تم وضعه في أول مبنى دائم في القاعة التشريعية أو محكمة المجلس التشريعي، وهو مبنى خشبي مكون من طابقين إلى جانب أربعة مبانٍ أخرى (مكتب الأراضي، ومكتب المستعمرات، والمحكمة العليا والخزانة) تُعرف بالعامية باسم «العصافير» بسبب شكلها (محروق 1957).

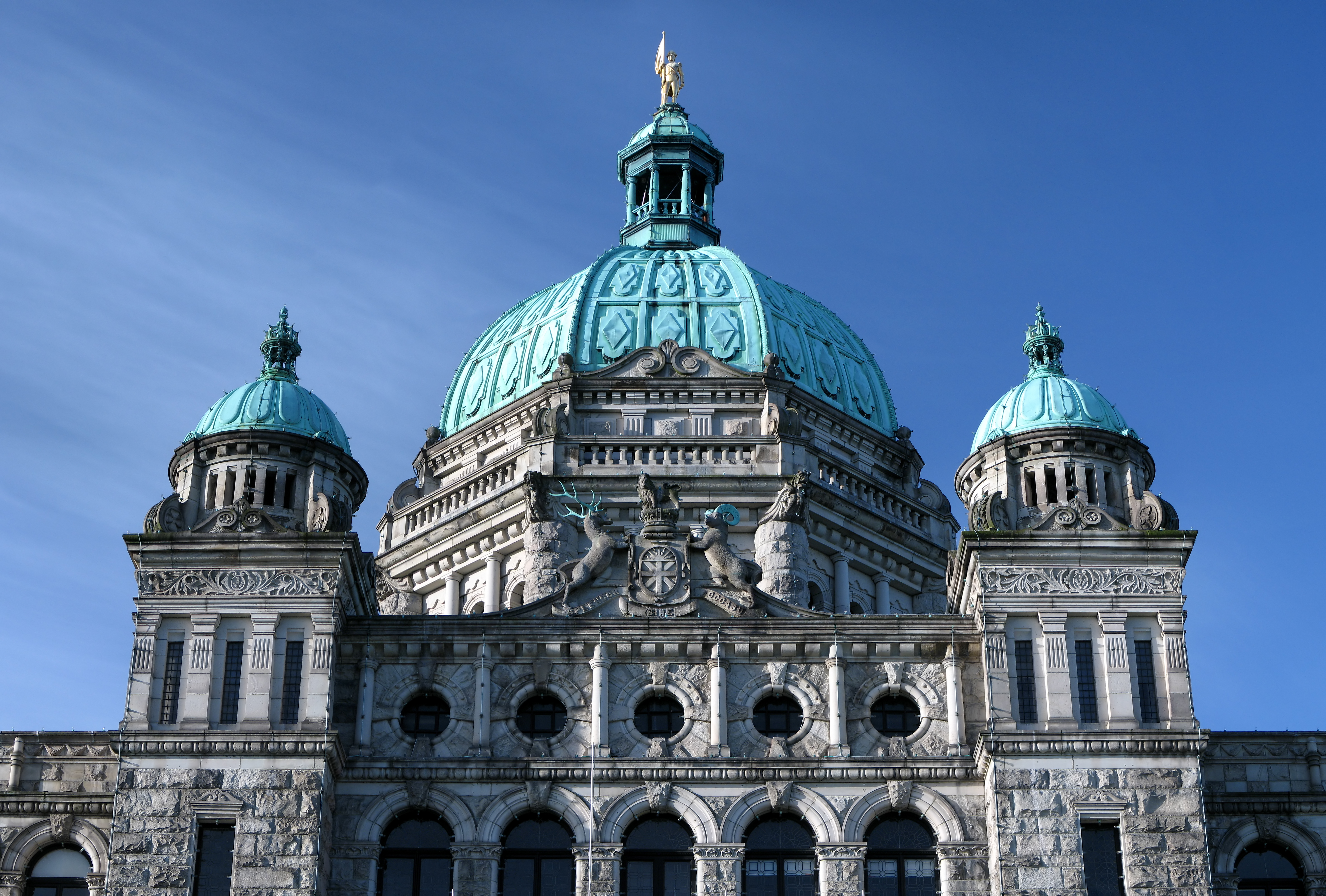
تجمع الكتلة الرئيسية لمباني البرلمان بين تفاصيل الباروك والصدأ الروماني

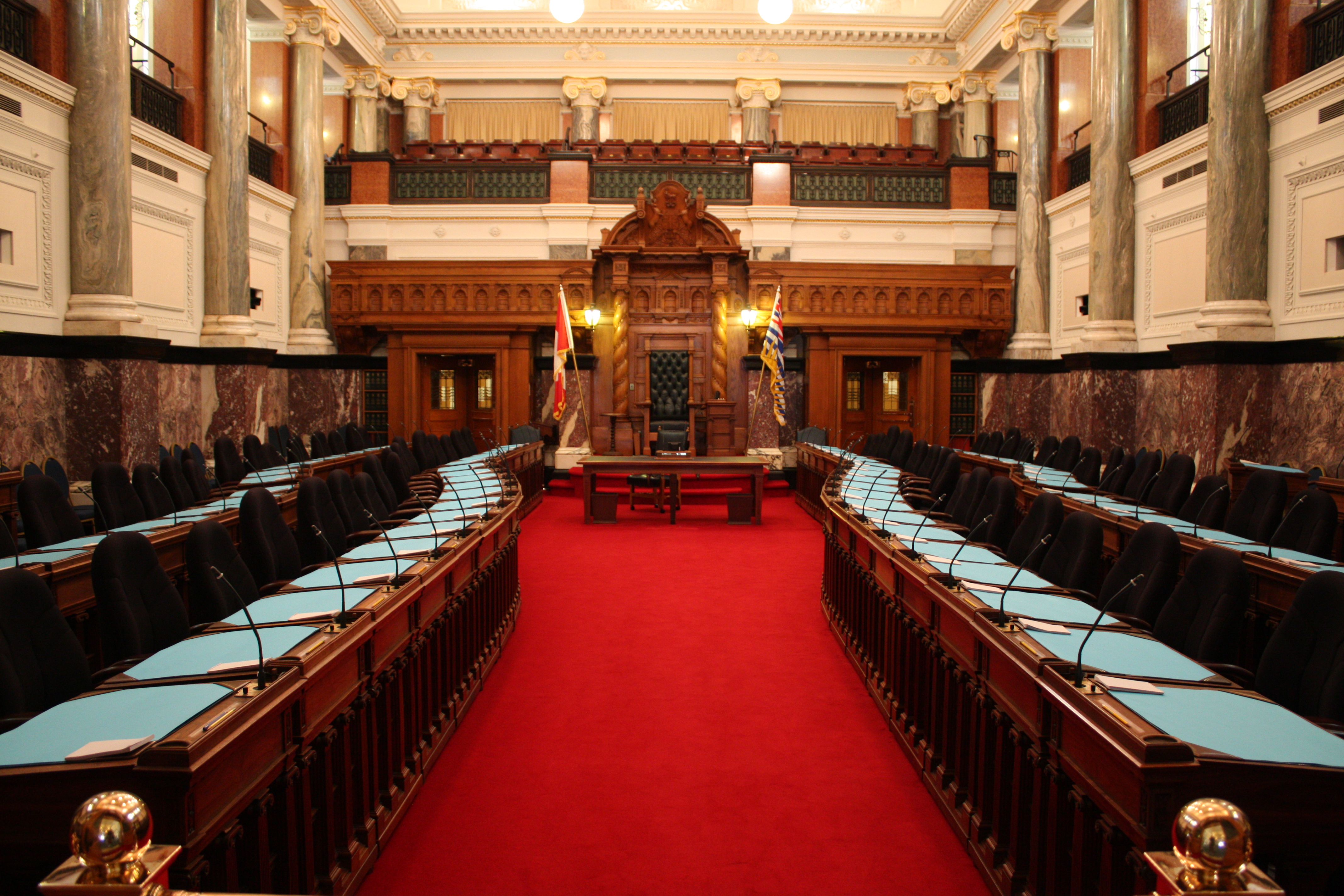
الغرفة التشريعية داخل مبنى البرلمان

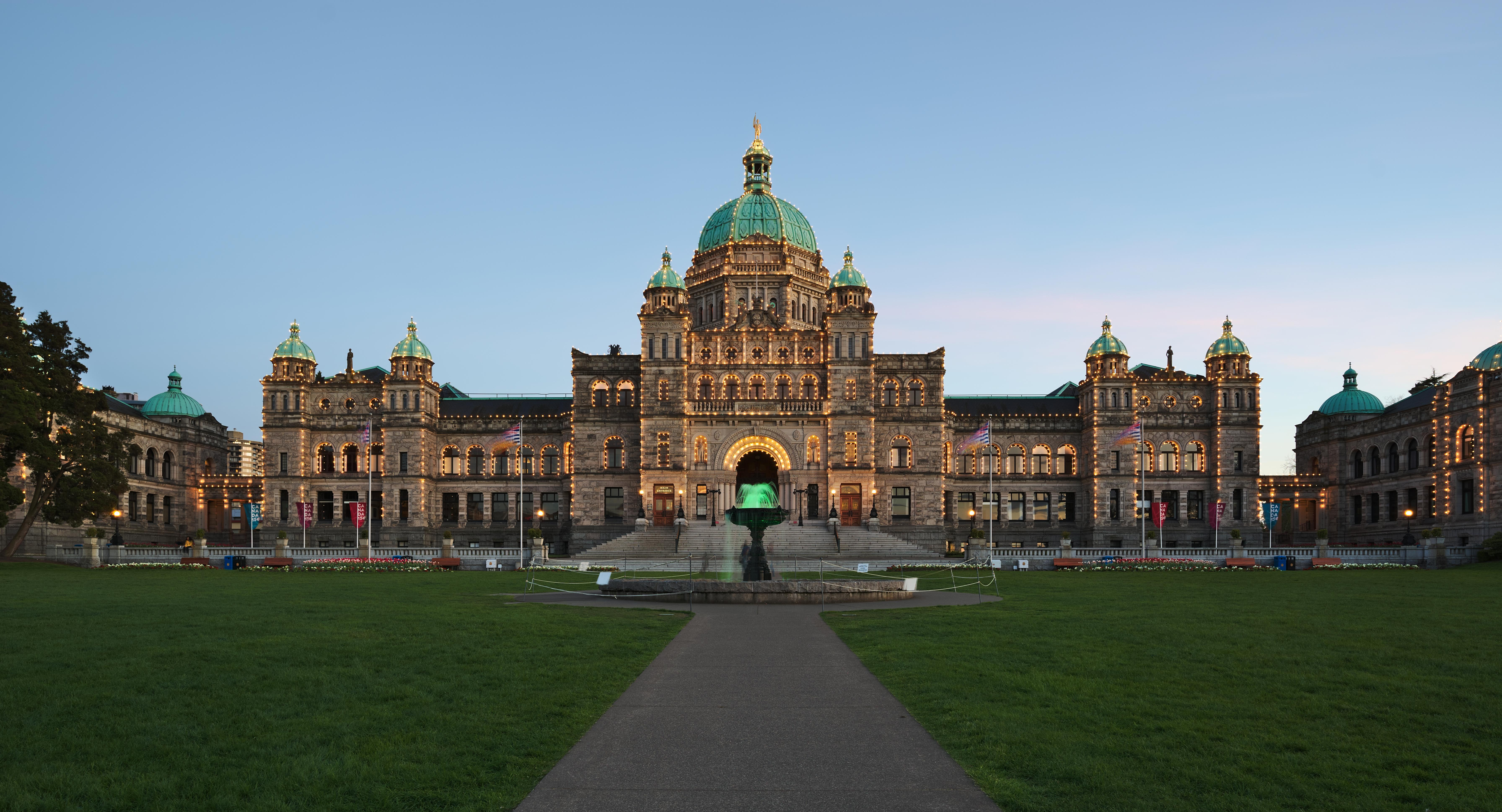
تضيء المباني عند الغسق.

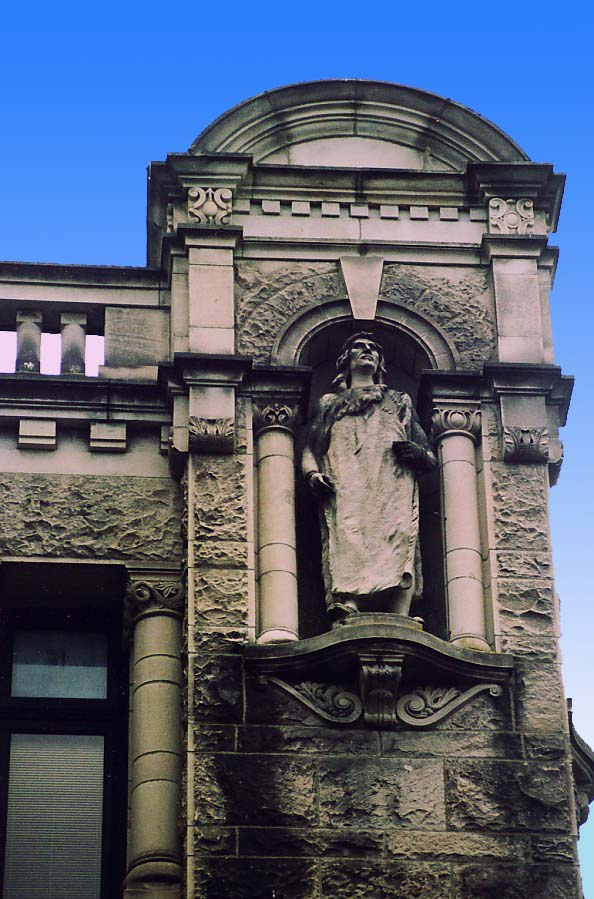
تمثال الرئيس ماكوينا تشارلز ماريجا

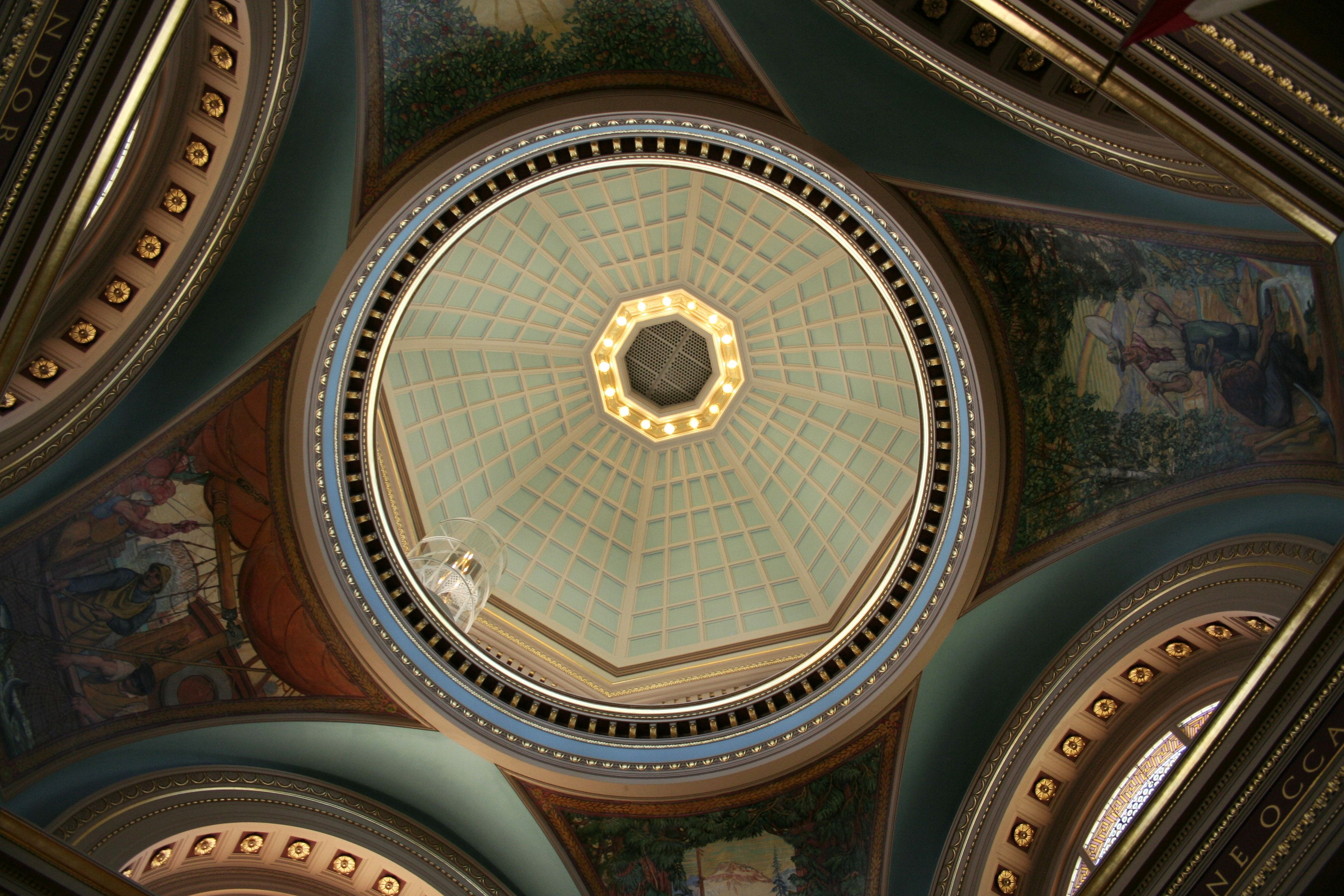
قاعة مبنى برلمان كولومبيا البريطانية